# Colin
Colin és una pel·lícula britànica de zombis del 2008 escrita i dirigida per Marc Price. Després d'una sèrie d'èxits en diversos festivals de cinema, es va presentar a Canes el 2009. Aplaudida pel seu èxit malgrat el seu baix pressupost, el cost total de producció va ser de 45 £. El director, actor i còmic Marc Price, va rodar Colin amb una càmera de vídeo Panasonic mini-dv de definició estàndard que tenia durant 10 anys i va editar la pel·lícula a l'ordinador de casa amb el programari Adobe Premiere 6 que s'havia inclòs amb una targeta de captura de vídeo que havia comprat uns anys abans. Va utilitzar Facebook i Myspace per trobar als actors que interpreten els zombis.

## Argument
Ferit al braç, Colin arriba a la casa que comparteix amb Damien només per trobar-la buida. Mentre neteja la seva ferida a l'aigüera de la cuina, és atacat per Damien, ara un zombi. Aconsegueix "matar" en Damien clavant-li diverses punyalades al cap amb un ganivet de cuina, però poc després es converteix ell mateix en un zombi. Ara zombi, Colin vaga pels carrers de Londres durant l'inici d'un apocalipsi zombi. Adquireix l'habitual gust caníbal zombi per la carn humana, però evita els conflictes. Mentre és robat pels seus entrenadors, és vist per la seva germana Linda, que el rescata. Aquell vespre, els zombis envaeixen una festa a casa i maten a tothom. Colin segueix l'únic supervivent de la carnisseria abans que sigui atrapat per un boig/assassí en sèrie al seu soterrani amb un grup de zombis encegats.
La Linda i un amic porten en Colin a casa de la seva mare, però ell no els reconeix. Linda va ser mossegada per Colin quan el va salvar dels assaltants i es va convertir en un zombi. Ella es reanima tancada a la cuina amb en Colin. En un atac de ràbia i dolor, el seu xicot colpeja (mort) en Colin, que acaba de marxar.
La pel·lícula també segueix un grup de supervivents humans que passen a l'ofensiva. Liderats per Slingshot Guy, els humans ataquen un gran grup de zombis amb armes casolanes i una bomba improvisada. Explota prop de Colin, destruint-li l'oïda i la major part de la seva cara. Tres dels humans són mossegats durant la baralla i supliquen per les seves vides abans de ser assassinats brutalment per la resta del grup perquè es transformaran.
En Colin troba el seu camí a la casa de la seva amiga Laura, on la pel·lícula es converteix en un flashback de quan encara era humà. En arribar a casa, descobreix que la Laura havia atrapat un zombi al bany. Mentre intentava matar el zombi, va ser mossegada i va morir als seus braços, abans de reanimar-la i mossegar-lo. Aleshores la va matar abans d'anar a casa, cosa que fa que l'espectador torni al començament de la pel·lícula.

## Repartiment
- Alastair Kirton com a Colin
- Daisy Aitkens com a Linda
- Dominic Burgess com a Pots
- Tat Whalley com a xicot
- Leanne Pammen com a Laura
- Kate Alderman com a False Laura
- Justin Mitchell Davey com a Slingshot Guy
- Kerry Owen com a mare de Colin
- Leigh Crocombe com a Damien
- Rami Hilmi com a noi útil amb Crowbar
- Helena Martin com a dona de Pots

## Producció
Colin és el primer llargmetratge que s'explica completament des de la perspectiva d'un zombi des del principi, el personatge principal Colin canvia en els primers minuts de la pel·lícula. n altre llargmetratge que tracta una història des del punt de vista d'un zombi és I, Zombie (1998) d’Andrew Parkinson. Marc Price, el director de Colin, va dir que si hagués sabut de l'existència de I, Zombie, probablement no hauria fet la seva pel·lícula. La pel·lícula es va rodar a Londres amb amics i professionals que van treballar lliurement per crear la seva idea. El rodatge va trigar 18 mesos.

## Banda sonora
- Dan Weekes: "Colin's Theme"
- Spencer McGarry Season: "The Unfilmable Life and Life of Terry Gilliam"
- Jack Elphick: "Intro"; "Colin Broke My Keyboard"; "Boorman Lake"
- Simon Bevan: "RunAway" (acustic)

## Estrena

### Projeccions
Una primera versió de la pel·lícula es va projectar el 15 de novembre de 2008 al festival de terror Abertoir, on va cridar l'atenció de l'agent de vendes Helen Grace de Left Films.
Després es va reproduir al mercat de la pel·lícula de Cannes i al Festival Internacional de Creativitat Cannes Lions, Saatchi & Saatchi presentació de nous directors, 25 de juny de 2009.
El 13 de juliol de 2009, la pel·lícula va tenir una projecció especial a Zombie-Aid a Manchester, amb el repartiment i la tripulació presents per a Q&A.
El 27 de juliol de 2009, es va anunciar que la pel·lícula es distribuiria als cinemes i en DVD per Kaleidoscope Home Entertainment (Regne Unit). Es va mostrar una vista prèvia durant el festival de cinema fantàstic i de terror Frightfest a Londres durant l'agost de 2009. Es va estrenar als cinemes de Londres i d'altres ciutats importants del Regne Unit durant l'Halloween.
Durant el novembre de 2009, es va projectar durant el 19è Festival de Cinema Fantàstic de Màlaga (Fancine) a Espanya com a part de la secció Horror Zone.
Durant el setembre de 2010, Walking Shadows va anunciar un llançament als EUA.

### Llançament en DVD
Va ser llançat en DVD l'octubre de 2010 als EUA. Fou publicada una edició especial de dos discs DVD.

## Recepció
Rotten Tomatoes, un agregador de ressenyes, informa que el 46% dels 26 crítics enquestats van donar a la pel·lícula una crítica positiva; la valoració mitjana va ser de 4,6/10. Escrivint a Sight and Sound, Michael Brooke va elogiar l'ambient de pànic de la pel·lícula, ajudat per la relativa intimitat d'una càmera de vídeo com a instrument principal del rodatge. Com a personatge, s'argumenta que Colin és un personatge simpàtic malgrat el seu estatus de zombi, comparable a Bub a El dia dels morts de Romero. Nigel Floyd de Time Out London la va puntuar amb 2/5 estrelles i la va anomenar una pel·lícula "excessivament llarga i no aterridora" que "canvia d'una escena a l'altra sense aconseguir mai cap impuls ni sentit de la direcció." Carmen Gray de Total Film va puntuar la pel·lícula amb 3/5 estrelles i va escriure: "Si existís un Oscar de la crisi creditícia, el seu bricolatge s'enduria el premi." Phillip French de The Observer la va titllar de "confusa, poc original i sense imaginació". Peter Bradshaw de The Guardian la va puntuar amb 3/5 estrelles i l'anomenava "un xoc futur ultramínim i ultraexperimental". Joshua Siebalt de Dread Central la va puntuar amb 3,5/5 estrelles i va escriure: "Per un esforç per primera vegada, Colin mostra una gran promesa." Escrivint a The Zombie Movie Encyclopedia, Volume 2, l'acadèmic Peter Dendle va dir: "Ningú confondrà el producte final amb l'art polit... però no hi ha dubte que Price ofereix un enfocament fresc i provocador a una apocalipsi zombi".

## Premis
Va obtenir el premi a la millor direcció al Buenos Aires Rojo Sangre del 2009.